# Єршаков Пилип Панасович

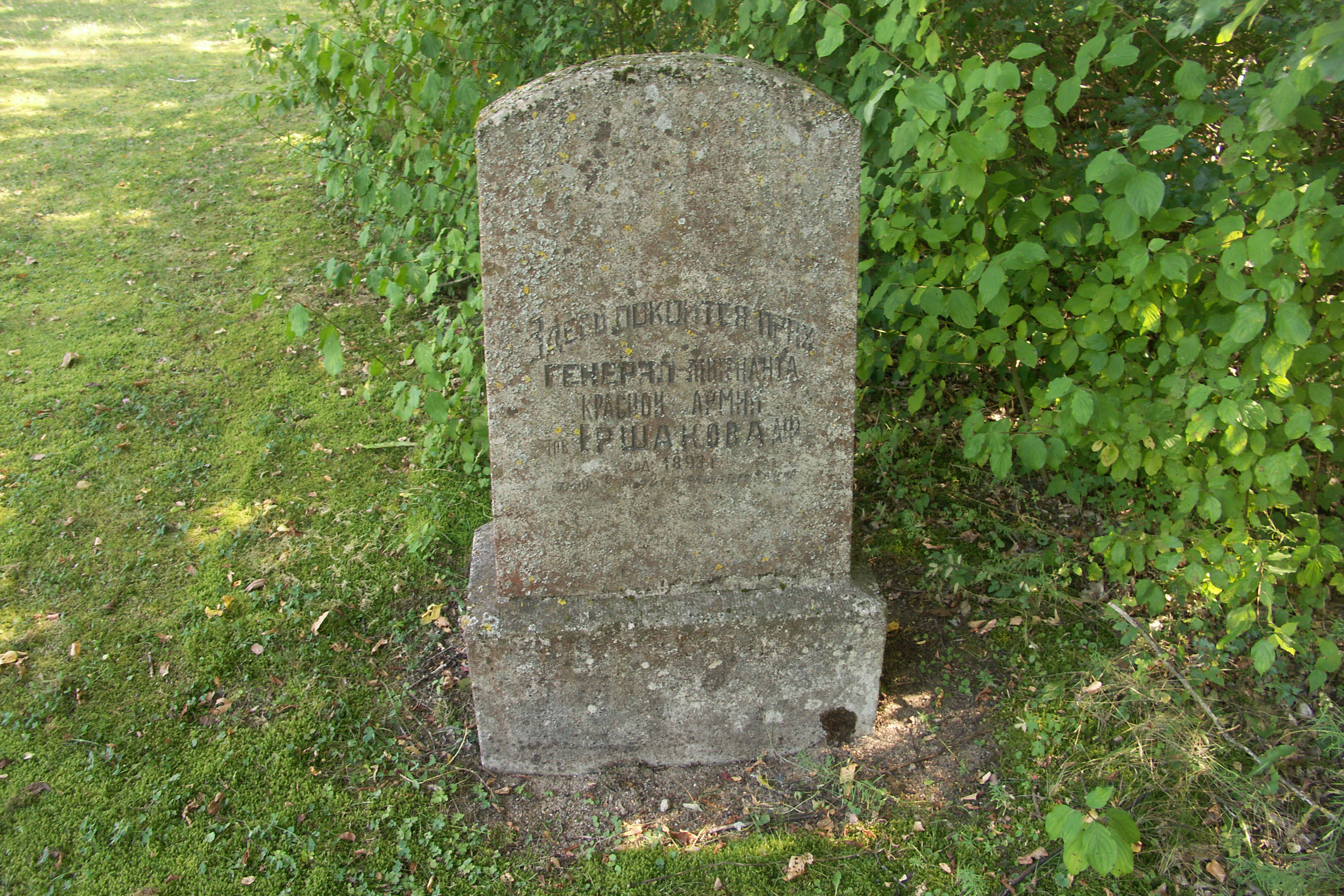
Могила генерала Пилипа Єршакова в Гаммельсбурзі

Пили́п Пана́сович Єршако́в (9 (21) січня 1893 , Tagankid, Смоленська губернія  — 9 червня 1942 , Oflag 62, Hammelburg POW campd, Баварія ) — радянський воєначальник, командарм Великої Вітчизняної війни, генерал-лейтенант (1940). Депутат Верховної Ради УРСР першого скликання (1938–1942).

## Біографія
Народився 9 (21) січня 1893 року в селі Таганки Смоленської губернії в родині селянина.
З 1914 по 1918 роки служив у російській імператорській армії. Учасник Першої світової війни, підпрапорщик.
У Червоній Армії з 1918 року. Член ВКП(б) з 1919 року. Учасник Громадянської війни в Росії. З 1918 по 1934 рік пройшов шлях від командира взводу до командира дивізії. У 1934 році закінчив Військову академію імені М. В. Фрунзе. З 1935 по 1937 рік — командир 29-ї стрілецької дивізії. Потім командир 5-го стрілецького корпусу.
У лютому 1938 — квітні 1938 року — в. о. командувача військ Харківського військового округу, станом на початок червня 1938 року — заступник командувача військ Харківського військового округу. 
1938 року був обраний депутатом Верховної Ради УРСР першого скликання по Балакліївській виборчій окрузі № 252 Харківської області.
Того ж року призначений командувачем Уральським військовим округом. 7 жовтня 1938 року затверджений членом Військової ради при народному комісарові оборони СРСР.
У червні 1941 року в окрузі було сформовано 22-гу армію, генерал-лейтенант Єршаков був призначений її командувачем. З 16 по 21 червня армія передислокована в район селища Ідриця Псковської області, з початком німецько-радянської війни включена в резерв Ставки ВГК. 2 липня 22-гу армію передано до складу Західного фронту де вона брала участь у боях за Смоленськ. На початку липня 22-га армія брала участь в обороні Полоцька, а в серпні під ударами переважаючих сил противника була розгромлена. Єршакову з частиною військ вдалося вийти з оточення.
У вересні 1941 року призначений командувачем 20-ї армії. У жовтні 1941 року в ході операції «Тайфун» німецькі війська прорвали оборону радянських військ і замкнули кільце в районі Вязьми. В оточенні опинилися кілька радянських армій, включаючи 20-ту армію Єршакова. Частина військ і управління армії вийшли з оточення. Сам командарм 2 листопада 1941 року в районі міста Сухиничі потрапив у полон.
Перебував у концтаборі Гаммельбург, де й загинув 9 червня 1942 року. Похований на табірному кладовищі.

## Нагороди
- два ордени Червоного Прапора (1928, ?).
- Медаль «XX років Робітничо-Селянській Червоній Армії» (1938).